# Władysław Smolarski

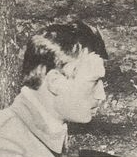
Por. Władysław Smolarski w czasach służby w Legionach Polskich

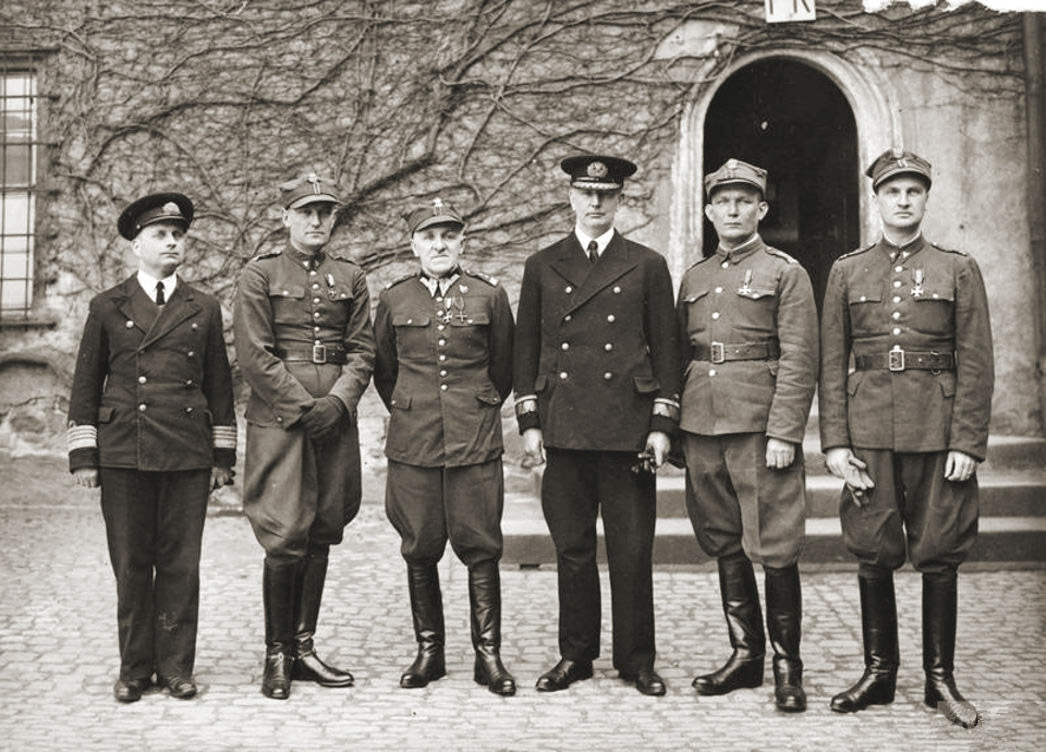
Władysław Smolarski (drugi od lewej) w Oflagu IV C Colditz

Władysław Smolarski (ur. 6 stycznia 1895 w Banja Luce, zm. 27 kwietnia 1975 w Krakowie) – pułkownik dyplomowany piechoty Wojska Polskiego, działacz niepodległościowy, kawaler Orderu Virtuti Militari.

## Życiorys
Urodził się 6 stycznia 1895 w Banja Luce, w ówczesnym Kondominium Bośni i Hercegowiny, w rodzinie Adama (1858–1901), prawnika, radcy sądu krajowego i Heleny z Iwanickich (1862–1911), nauczycielki. W Bośni przebywał do czwartego roku życia. Od 4 do 11 roku życia wychowywał się u rodziców chrzestnych. Do klasy I gimnazjum uczęszczał we Lwowie, a od 1906 uczył się w Gimnazjum św. Anny w Krakowie, gdzie w 1913 zdał maturę. 16 września 1910 uczniowie gimnazjum wybrali go zastępowym „Zastępu Kruków”. Od września 1912 do marca 1913 był drużynowym V Drużyny Skautowej im. płk. Michała Wołodyjowskiego. W 1913 rozpoczął studia w Studium Rolniczym Uniwersytetu Jagiellońskiego.
15 sierpnia 1914 wstąpił do Legionów Polskich. Początkowo został przydzielony do 14. kompanii IV batalionu 2 pułku piechoty, a następnie odkomenderowany na I kurs Szkoły Podchorążych LP. 9 października 1914, po zawieszeniu kursu, wrócił do służby w polu na stanowisku komendanta plutonu 16. kompanii. Od 24 stycznia 1915 dowodził 16. kompanią, od 15 kwietnia plutonem w 9. kompanii, a od 14 maja i 11. kompanią. W czerwcu 1915 został przeniesiony do 4 pułku piechoty w Kamieńsku na stanowisko komendanta 3. kompanii. Od lipca do 27 września tego roku leczył się w Szpitalu Fortecznym Nr 4 w Krakowie. We wrześniu wrócił do pułku, który przebywał na froncie wołyńskim pod Kołkami i objął komendę nad 9. kompanią. W 1916, w czasie ofensywy Brusiłowa, dowodził III batalionem 4 pp. Wyróżnił się 6 lipca 1916 w bitwie pod Kostiuchnówką i 3 sierpnia tego roku w bitwie pod Rudką Miryńską nad Stochodem.
12 stycznia 1922 we wniosku na odznaczenie Orderem Virtuti Militari, sporządzonym przez Komisję byłych Legionów Polskich napisano:

Dnia 6 lipca 1916 na pozycji pod Optową por. Smolarski jako ówczesny dowódca III/4 pp Leg. pozostaje osobiście w swym odcinku pomimo przełamania frontu przez nieprzyjaciela i pomimo wycofania się sąsiedniego pułku (...) (pułk węgierski). Swą odwagą i męstwem zagrzewa już wyczerpane oddziały do powstrzymania silnie napierającego nieprzyjaciela czym umożliwił batalionom 4 pp Leg. wycofanie się.
W dniu 3 sierpnia po przełamaniu sąsiedniego pułku nieprzyjaciel oskrzydlił nasz pułk od prawej strony przez co najbardziej wysunięty III batalion znalazł się w krytycznej sytuacji. Kpt. Smolarski jako ówczesny dowódca III/4 pp Leg. samorzutnie (...) batalion w kierunku zagrożonym energicznie odpiera ataki umożliwiając przez to pułkowi wycofanie się ze swej pozycji bez strat i zagięcie skrzydła celem przejścia do kontrataku. Za czyn pierwszy odznaczony Signum Laudis. Za czyn w dniu 3 sierpnia odznaczony niemieckim Krzyżem II klasy.

W czasie służby w Legionach awansował kolejno w korpusie oficerów piechoty na stopień: podporucznika – 5 listopada 1914, porucznika – 2 lipca 1915 i kapitana – 1 lipca 1916. Od 31 stycznia 1917 do 9 marca 1917 był słuchaczem Kursu Oficerów Sztabu Generalnego w Warszawie. Od 1 lipca do 1 sierpnia tego roku był dowódcą I batalionu Kursu Wyszkolenia nr 3, a później ponownie dowódcą 12. kompanii 4 pp. W lipcu 1917, po kryzysie przysięgowym, pozostał w Polskim Korpusie Posiłkowym. Dowodził III baonem w Dowództwie Uzupełnień w Bolechowie. 15 lutego 1918 w Bolechowie został aresztowany przez Austriaków i internowany w Dolinie, a następnie w Dułowie (węg. Dulfalva) na Zakarpaciu. Przewieziony do Faedis we Włoszech, 15 kwietnia 1918 został wcielony do armii austro-węgierskiej (Gruppe P.IX). 23 sierpnia 1918 został urlopowany z wojska do pracy na roli.
11 listopada 1918 otrzymał przydział do Naczelnego Dowództwa. 19 listopada 1918 wyjechał do Lwowa jako szef sztabu Odsieczy. 6 grudnia 1918 został szefem sztabu Grupy gen. Leśniewskiego. Z dniem 14 kwietnia 1919 został przeniesiony z Dowództwa Armii  „Wschód” do dyspozycji generała porucznika Stanisława Szeptyckiego i wyznaczony na stanowisko szefa sztabu Grupy gen. Mokrzeckiego. 7 maja 1919 został formalnie przyjęty do Wojska Polskiego z byłych Legionów Polskich z zatwierdzeniem posiadanego stopnia majora Sztabu Generalnego. W czerwcu 1919 został przeniesiony do Dowództwa Okręgu Generalnego Łódź, w którym zajmował kolejno stanowiska: szefa Oddziału I (od 21 lipca 1919), zastępcy szefa sztabu (od 4 sierpnia 1919), szefa sztabu (od 12 czerwca 1920), szefa Wydziału IV Technicznego (od 18 lipca 1920) i ponownie zastępcy szefa sztabu (od 25 września 1921).
2 listopada 1921 został odkomenderowany do Wyższej Szkoły Wojennej w Warszawie, w charakterze słuchacza kursu doszkolenia. 3 maja 1922 został zweryfikowany w stopniu majora ze starszeństwem z dniem 1 czerwca 1919 i 48. lokatą w korpusie oficerów piechoty, a jego oddziałem macierzystym był 4 pułk piechoty Legionów. Z dniem 1 października 1922, po ukończeniu kursu, uzyskał tytuł oficera Sztabu Generalnego i przydział służbowy do 2 Dywizji Piechoty Legionów w Kielcach na stanowisko szefa sztabu. Z dniem 15 października tego roku przydzielony został do Oddziału IV Sztabu Generalnego w Warszawie na stanowisko wojskowego komisarza kolejowego. Następnie odbył praktykę na stanowisku dowódcy batalionu w 31 pułku pułku w Łodzi. Z dniem 3 stycznia 1925 został przeniesiony w stan nieczynny, bez poborów, na przeciąg 8 miesięcy. 
Z dniem 5 grudnia 1925 został przywrócony ze stanu nieczynnego do służby czynnej z równoczesnym przeniesieniem służbowym do Oddziału IV SG na okres do 1 kwietnia 1926. W czerwcu 1926 wyznaczony został na stanowisko szefa sztabu 23 Dywizji Piechoty w Katowicach. 12 kwietnia 1927 został awansowany na podpułkownika ze starszeństwem z dniem 1 stycznia 1927 i 1. lokatą w korpusie oficerów piechoty. W następnym miesiącu przeniesiony został do 81 pułku piechoty w Grodnie na stanowisko dowódcy II batalionu, a w listopadzie do 18 pułku piechoty w Skierniewicach na stanowisko zastępcy dowódcy pułku. W listopadzie 1928 został przeniesiony do Dowództwa Okręgu Korpusu Nr IV w Łodzi na stanowisko szefa sztabu. 15 grudnia 1930 przeniesiony został do 86 pułku piechoty w Mołodecznie na stanowisko dowódcy pułku. 17 grudnia 1933 został awansowany na pułkownika ze starszeństwem z dniem 1 stycznia 1934 i 1. lokatą w korpusie oficerów piechoty. 28 sierpnia 1934 został wyznaczony na stanowisko szefa Oddziału IV Sztabu Głównego. W październiku 1935 został przeniesiony do Generalnego Inspektoratu Sił Zbrojnych na stanowisko I oficera sztabu generała do prac przy Generalnym Inspektorze Sił Zbrojnych, generała brygady Stanisława Kwaśniewskiego. 25 kwietnia 1938 został wyznaczony, a 8 maja objął stanowisko dowódcy piechoty dywizyjnej 17 Dywizji Piechoty w Gnieźnie. Na tym stanowisku walczył w kampanii wrześniowej, w bitwie nad Bzurą. 17 września 1939 dostał się do niewoli niemieckiej.
Przebywał kolejno w Oflagu X A Itzehoe, Oflagu VIII B Silberberg (fort Spitzberg), Oflagu IV C Colditz, Oflagu X C Lübeck i Oflagu VI B Dössel-Warburg. Działał w obozowym ruchu oporu. 1 kwietnia 1945 został uwolniony z niewoli przez Amerykanów, a 6 kwietnia 1945 przewieziony samolotem do Paryża. Od tego dnia pozostawał w dyspozycji szefa Polskiej Misji Wojskowej. 7 września 1947 został skreślony z rejestru oficerów polskich we Francji. 20 września wyjechał z Montluçon pociągiem repatriacyjnym do kraju. Cztery dni później został zarejestrowany w Punkcie Przyjęcia PUR w Międzylesiu, a 28 października 1947 w Rejonowej Komendzie Uzupełnień Kraków Miasto.
W 1970 na łamach Wojskowego Przeglądu Historycznego opublikował list „O 17 Wielkopolskiej Dywizji Piechoty w kampanii 1939 r. Uwagi i sprostowania dotyczące książki Ludwika Głowackiego (...)”.
Zmarł 27 kwietnia 1975 w Krakowie i został pochowany na cmentarzu Rakowickim w Krakowie (kwatera XXXII, rząd wsch., miejsce 3).
Był żonaty z Haliną (1908–1976), córką Zdzisława Czaplickiego, cenionego zakopiańskiego lekarza i społecznika, z którą miał syna Andrzeja (1927–2018), inżyniera, profesora Instytutu Mechaniki Górotworu Polskiej Akademii Nauk w Krakowie.

## Ordery i odznaczenia

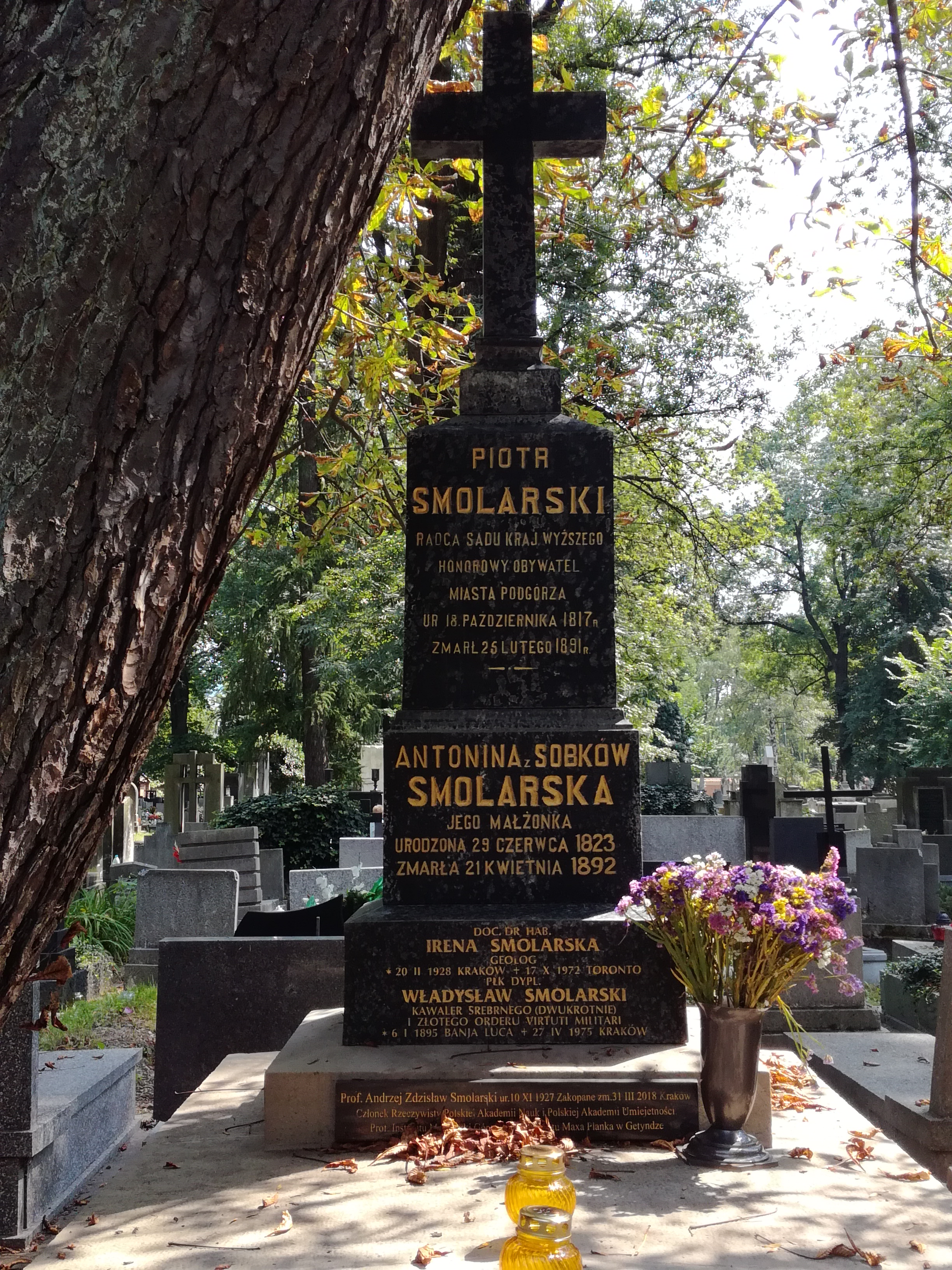
Grób Smolarskich na cmentarzu Rakowickim w Krakowie

- Krzyż Złoty Orderu Wojennego Virtuti Militari[4]
- Krzyż Srebrny Orderu Wojskowego Virtuti Militari nr 6036 – 17 maja 1922[52][1][53]
- Krzyż Niepodległości – 6 czerwca 1931 „za pracę w dziele odzyskania niepodległości”[54][55][56][57]
- Krzyż Oficerski Orderu Odrodzenia Polski – 10 listopada 1938 „za zasługi w służbie wojskowej”[58][59]
- Krzyż Walecznych czterokrotnie[44] (po raz 1, 2 i 3 w 1922[60])
- Złoty Krzyż Zasługi – 19 marca 1931 „za zasługi na polu organizacji i wyszkolenia wojska”[61][62]
- Medal Pamiątkowy za Wojnę 1918–1921[63]
- Medal Dziesięciolecia Odzyskanej Niepodległości[63]
- Srebrny Medal za Długoletnią Służbę[63]
- Brązowy Medal za Długoletnią Służbę[63]
- austriacki Medal Zasługi Wojskowej[17]
- pruski Krzyż Żelazny 2. klasy – 12 maja 1917[64]